# Chorley (stacja kolejowa)
Chorley (ang: Chorley railway station) – stacja kolejowa w Chorley, w hrabstwie Lancashire, w Anglii, w Wielkiej Brytanii. Od 2004 r. jest węzłem komunikacji autobusowej i autokarowej.
Stacja kolejowa znajduje się w nowoczesnym budynku z lat 80 zbudowanym na miejscu pierwotnej stacji, której poziom można zobaczyć w przejściu podziemnym łączącym perony. Początkowa stacja została otwarta 22 grudnia 1841 przez Bolton and Preston Railway (który później stał się częścią Lancashire and Yorkshire Railway). Chorley jest obsługiwane przez pociągi podmiejskie dla osób dojeżdżających do pracy do Preston, Manchesteru i Bolton.